# Gordionus molopsis
Gordionus molopsis är en tagelmaskart som beskrevs av Heinze 1937. Gordionus molopsis ingår i släktet Gordionus och familjen Chordodidae. Inga underarter finns listade i Catalogue of Life.